# بكاريس قطلبي الأوراق
بكاريس قطلبي الأوراق (الاسم العلمي:Baccharis arbutifolia) هو نوع من النباتات يتبع جنس البكاريس من الفصيلة النجمية.